# Patricia Maria Țigová
Patricia Maria Țigová, nepřechýleně Țig (* 27. července 1994 Caransebeș), je rumunská profesionální tenistka. Ve své dosavadní kariéře vyhrála na okruhu WTA Tour jeden turnaj ve dvouhře, když triumfovala na Istanbul Cupu 2020. Jednu singlovou trofej vybojovala v sérii WTA 125K. V rámci okruhu ITF si do září 2020 připsala čtrnáct titulů ve dvouhře a čtyři ve čtyřhře.
Na žebříčku WTA byla ve dvouhře nejvýše klasifikována v říjnu 2020 na 56. místě a ve čtyřhře pak v červnu téhož roku na 166. místě. Trénuje ji bývalý rumunský tenista Răzvan Sabău.

## Hráčská kariéra
Prvním turnajem na okruhu WTA Tour se pro ni stal bukurešťský BRD Bucharest Open 2015, kde získala od pořadatelů turnaje divokou kartu do hlavní soutěže. V úvodním kole si poradila se španělskou tenistkou Silvií Solerovou Espinosovou, která ve druhém setu za stavu 4–6 a 1–3 ve prospěch Țigové utkání skrečovala. V následném kole však byla nad její síly Polona Hercogová ze Slovinska, na níž uhrála pouhé dva gemy. V bukurešťském ženském deblu se s krajankou Andreeou Mituovou dostaly až do prvního kariérního finále, kde však nestačily na gruzínsko-nizozemský pár Oxana Kalašnikovová a Demi Schuursová.
První finále na túře WTA si zahrála při druhém turnajovém startu na Baku Cup 2015 v ázerbájdžánském Baku, kde si účast v hlavní soutěži zajistila po kvalifikační výhře nad Oxanou Kalašnikovovou. V úvodním kole přehrála ukrajinskou kvalifikantku Olgu Jančukovou, následně porazila další Ukrajinku Olgu Savčukovou, ve čtvrtfinále zdolala Donnu Vekićovou z Chorvatska a v semifinále ji nezastavila ani nejvýše nasazená Ruska Anastasija Pavljučenkovová. V pěti zápasech neztratila jediný set a postoupila do finále. V něm však nestačila na o měsíc mladší Rusku Margaritu Gasparjanovou, jíž podlehla ve třech sadách.
Na nejvyšší grandslamové úrovni hrála druhé kolo kvalifikace antukového French Open 2015, v němž nestačila na Izraelku Šachar Pe'erovou.
Od zářijového Guangzhou International Women's Open 2017 v Kantonu až do července 2019 na okruhu WTA Tour absentovala pro zranění a poté pro narození dcery v listopadu 2018. Prvním turnajem na túře WTA v obnovené kariéře se stal červencový BRD Bucharest Open 2019 v Bukurešti. Ve druhém kole porazila nasazenou jedničku, Lotyšku Anastasiji Sevastovou. Poté dosáhla třísetového vítězství nad Kristýnou Plíškovou a v semifinále zdolala Němku Lauru Siegemundovou. Z boje o titul však odešla poražena od však Kazašky Jeleny Rybakinové. Po skončení se posunula na 264. pozici žebříčku WTA.
Premiérovou trofej na okruhu WTA Tour si odvezla ze zářijového Istanbul Cupu 2020. Do finále postoupila přes českou kvalifikantku Terezu Martincovou a v boji o titul zdolala kanadskou kvalifikantku Eugenii Bouchardovou po těsném třísetovém průběhu. O šampionce rozhodl až závěrečný tiebreak. Bodový zisk ji posunul na nové kariérní maximum, 58. místo žebříčku WTA.

## Finále na okruhu WTA Tour
| Legenda                           |
| --------------------------------- |
| D – dvouhra; Č – čtyřhra          |
| Grand Slam (0)                    |
| Turnaj mistryň (0)                |
| Premier Mandatory & Premier 5 (0) |
| Premier (0)                       |
| International (1–2 D; 0–2 Č)      |

### Dvouhra: 3 (1–2)
| Stav       | č. | datum             | turnaj             | povrch | soupeřka ve finále     | výsledek           |
| ---------- | -- | ----------------- | ------------------ | ------ | ---------------------- | ------------------ |
| Finalistka | 1. | 2. srpna 2015     | Baku, Ázerbájdžán  | tvrdý  | Margarita Gasparjanová | 3–6, 7–5, 0–6      |
| Finalistka | 2. | 15. července 2019 | Bukurešť, Rumunsko | antuka | Jelena Rybakinová      | 2–6, 0–6           |
| Vítězka    | 1. | 13. září 2020     | Istanbul, Turecko  | antuka | Eugenie Bouchardová    | 2–6, 6–1, 7–6(7–4) |

### Čtyřhra: 2 (0–2)
| Stav       | č. | datum             | turnaj                 | povrch    | spoluhráčka         | soupeřky ve finále                  | výsledek         |
| ---------- | -- | ----------------- | ---------------------- | --------- | ------------------- | ----------------------------------- | ---------------- |
| Finalistka | 1. | 19. července 2015 | Bukurešť, Rumunsko     | antuka    | Andreea Mituová     | Oxana Kalašnikovová Demi Schuursová | 2–6, 2–6         |
| Finalistka | 2. | 22. října 2016    | Lucemburk, Lucembursko | tvrdý (h) | Monica Niculescuová | Kiki Bertensová Johanna Larssonová  | 6–4, 5–7, [9–11] |

## Finále série WTA 125
| Legenda                  |
| ------------------------ |
| D – dvouhra; Č – čtyřhra |
| WTA 125 (1–0 D)          |

### Dvouhra: 1 (1–0)
| Stav    | č. | datum      | turnaj             | povrch | soupeřka ve finále     | výsledek      |
| ------- | -- | ---------- | ------------------ | ------ | ---------------------- | ------------- |
| Vítězka | 1. | srpen 2019 | Karlsruhe, Německo | antuka | Alison Van Uytvancková | 3–6, 6–1, 6–2 |

## Postavení na konečném žebříčku WTA

### Dvouhra
| Rok    | 2011 | 2012   | 2013   | 2014   | 2015   | 2016   | 2017   | 2018 |
| Pořadí | 735. | ▲ 415. | ▼ 808. | ▲ 243. | ▲ 115. | ▲ 114. | ▼ 175. | —    |

### Čtyřhra
| Rok    | 2012 | 2013   | 2014   | 2015   | 2016   | 2017   | 2018 |
| Pořadí | 531. | ▼ 780. | ▲ 373. | ▲ 216. | ▲ 155. | ▼ 494. | —    |